# SC Shallon
SC Shallon is een Braziliaanse voetbalclub uit Porto Velho in de staat Rondônia.

## Geschiedenis
De club werd opgericht in 1991, het jaar dat het profvoetbal ingevoerd werd in Rondônia. Echter speelde de club pas in 2000 voor het eerst in de hoogste klasse. De club speelde daar, met uitzondering van seizoen 2002 tot in 2006 en daarna nog van 2009 tot 2010.